# Антериво
Антерѝво (на италиански: Anterivo; на немски: Altrei, Алтрай) е село и община в Северна Италия, автономна провинция Южен Тирол, автономен регион Трентино-Южен Тирол. Разположено е на 1209 m надморска височина. Населението на общината е 383 души (към 2010 г.).

## Език
Официални общински езици са и италианският и немският. Най-голямата част от населението говори немски.
| %     | Роден език      |
| 12,20 | Италиански език |
| 87,80 | Немски език     |
| 0,00  | Ладински език   |